# Лють (фільм, 1966)
«Лють» (англ. «Rage») — американсько-мексиканський драматичний фільм 1966 року режисера Джилберто Гаскона.

## У ролях
- Гленн Форд - Doc Reuben
- Stella Stevens - Perla
- David Reynoso - Pancho
- Armando Silvestre - Antonio
- Jose Elias Moreno - Fortunato
- Dacia Gonzalez - Maria
- David Silva - Bus Driver

## Творча група
- Автор сценарію: Джилберто Гаскон
- Режисер: Джилберто Гаскон
- Оператор:
- Композитор: